# Wapen van Naaldwijk

Het wapen van Naaldwijk (1997)

Het wapen van Naaldwijk (1816-1997)

Het wapen van Naaldwijk werd op 24 juli 1816 aan de Zuid-Hollandse gemeente Naaldwijk toegekend (formeel is het bevestigd in gebruik, zie Geschiedenis). In 2004 is de gemeente samen met 's-Gravenzande, De Lier, Monster en Wateringen opgegaan in de gemeente Westland, waardoor het wapen niet langer officieel gebruikt wordt. De leeuw uit het wapen is teruggekomen in de bovenste helft van het wapen van Westland.

## Blazoenering
De blazoenering van het wapen van Naaldwijk luidt als volgt:
Van zilver, beladen met een klimmende leeuw van keel, getongd en geklaauwd van lazuur.
In gewoon Nederlands: op een zilver (of wit) vlak staat een rode klimmende leeuw met blauwe nagels en tong.
Op 26 juni 1997 is op verzoek van de gemeente in verband met het 800-jarig bestaan van Naaldwijk in 1998 een kroon aan het wapen toegevoegd, waarna de beschrijving als volgt luidde:
In zilver een leeuw van keel, getongd en genageld van azuur. Het schild gedekt met een gouden kroon van drie bladeren en twee parels.

## Geschiedenis
Het wapen is afgeleid van het wapen van de heren van Naaldwijk, 1200-1500. Het wapen wordt ook als zodanig vermeld voor Willem II van Naaldwijk. De gemeente Naaldwijk heeft dit wapen echter nooit aangevraagd. Wel heeft de gemeente Sliedrecht in 1815 een aanvraag ingediend voor drie wapens voor de heerlijkheden waaruit de gemeente is ontstaan. Een van die heerlijkheden had eveneens de naam Naaldwijk en behoorde voorheen aan dezelfde familie toe. De Hoge Raad van Adel heeft het wapendiploma verzonden naar de gemeente Naaldwijk, in plaats van naar de gemeente Sliedrecht.

## Verwante wapens

Het wapen van Westland
Het wapen van Hendrik II van Naaldwijk, Wapenboek Beyeren voor 1405
Het wapen volgens het wapendiploma